# Abraxas Lake
Der Abraxas Lake ist ein meromiktischer See von intensiver blauer Färbung an der Ingrid-Christensen-Küste des ostantarktischen Prinzessin-Elisabeth-Lands. Er liegt dort in den Vestfoldbergen. In ihm wurden mindestens drei unterschiedliche Krebstier- und einige für diese Breiten ungewöhnliche Algenarten nachgewiesen.
Das Antarctic Names Committee of Australia benannte ihn am 18. Oktober 1979. Namensgebend ist die Bezeichnung Abraxas, die damit auf die im übertragenen Sinne von diesem See ausgehende Magie anspielt.